# 余庆街道
余庆街道，原为余庆乡，是中华人民共和国湖南省衡陽市耒阳市下辖的一个乡镇级行政单位。2015年11月18日，余庆乡、磨形乡以及三顺街道成建制合并，设立余庆街道。

## 行政区划
余庆街道下辖以下地区：
三顺社区、南岭社区、余冲村、南桥村、龙陂村、同仁村、石王村、栗梓村、渔波村、观前村、黄金村、栗术村、盖塘村、农科村、打古洲村、板陂村、枫林寺村、五村、梓元村、东冲村、新田村和枞杨树村。

## 交通
- 京广高速铁路：耒阳西站